# La historia de Kullervo
La historia de Kullervo es una versión en prosa del ciclo de Kullervo del poema épico finlandés Kalevala. Escrito por J. R. R. Tolkien cuando era un estudiante en el Exeter College, Oxford, de 1914 a 1915, fue una época inestable para el autor y esta es la sensación que se refleja en la oscura temática de la historia. Marca, además, «la primera vez que JRR Tolkien, que había sido un poeta hasta entonces, comenzó a escribir en prosa». Conocida como una de las fuentes (entre otras) para Túrin Turambar, Tolkien concentró sus energías en Kullervo durante 1914, ya que estaba «intentando convertir una de las historias [del Kalevala] —que es realmente una historia muy buena y trágica– en una breve historia». Fue editado por Verlyn Flieger en 2010 dentro de la colección Tolkien Studies y fue publicado en agosto de 2015 por HarperCollins.